# Рођано Гравина
Рођано Гравина (итал. Roggiano Gravina) је насеље у Италији у округу Козенца, региону Калабрија.
Према процени из 2011. у насељу је живело 5693 становника. Насеље се налази на надморској висини од 221 м.

## Становништво
Према резултатима пописа становништва 2011. у општини је живело 7.228 становника.
| 1931. | 1936. | 1951. | 1961. | 1971. | 1981. | 1991. | 2001. | 2011. |
| ----- | ----- | ----- | ----- | ----- | ----- | ----- | ----- | ----- |
| 5.281 | 5.287 | 7.095 | 7.471 | 7.150 | 6.942 | 8.244 | 7.739 | 7.228 |